# 파커 마켈
파커 마켈(Parker Markel, 1990년 9월 15일~ )은 전 미국의 야구 선수이다.

## 미국 프로야구시절
2010년 탬파베이 레이스에 입단하였다.

## 한국 프로야구시절

### 롯데 자이언츠시절
2017년부터 조쉬 린드블럼을 대체할 투수로 영입되었으나, 한국에서 밤잠을 설치며 적응을 잘 하지 못하였고 개인적인 사정까지 겹쳐 결국 2017년 3월 27일 선수 본인이 구단에 계약 해지를 요청했다. 그의 대체선수로 닉 에디튼이 영입되었다.
그리고 2017년 12월 거의 마지막날 미국 애리조나 다이아몬드백스와 마이너리그 계약하였다.